# گمینا باکاواژوو
گمینا باکاواژوو (به لهستانی:  Gmina Bakałarzewo) یک گمینا در لهستان است که در شهرستان سوواوکی واقع شده‌است. گمینا باکاواژوو ۱۲۳٫۰۱ کیلومتر مربع مساحت و ۳٬۰۵۳ نفر جمعیت دارد.

## خواهرخوانده
شهر اتر (بلژیک) خواهرخواندهٔ گمینا باکاواژوو هست.